# Matteo Vitaioli
Matteo Giampaolo Vitaioli (ur. 27 października 1989 w Fiorentino) – sanmaryński piłkarz występujący na pozycji pomocnika lub napastnika w Tropical Coriano i reprezentacji San Marino.

## Kariera klubowa
Karierę rozpoczynał w klubie San Marino Calcio, z którym związany był w latach 1999–2012. Jako nastoletni zawodnik uchodził za jeden z największych talentów sanmaryńskiej piłki nożnej. W 2006 roku wypożyczono go do Empoli FC (Serie A), gdzie nie zaliczył jednak żadnego oficjalnego meczu występując w drużynach młodzieżowych. W kolejnych sezonach był wypożyczany do klubów Serie D: Cagliese Calcio, Realu Montecchio i Polisportiva Castellarano.
We wrześniu 2010 roku władze San Marino Calcio zdecydowały się przedłużyć z nim kontrakt. W sezonach 2010/11 i 2011/12 rozegrał 18 spotkań w Lega Pro Seconda Divisione. W 2012 roku odszedł do FC Fiorentino, następnie był zawodnikiem w AC Sammaurese (Eccellenza Emilia-Romagna), gdzie grał razem ze starszym bratem Fabio. Przed sezonem 2014/15, wraz z Fabio, przeniósł się do występującego na poziomie Promozione Emilia-Romagna Tropicalu Coriano.

## Kariera reprezentacyjna
Vitaioli występował w juniorskich i młodzieżowych reprezentacjach San Marino w kategoriach U-17, U-19 oraz U-21. W rozgrywkach międzynarodowych zadebiutował 24 września 2004 w przegranym 0:8 meczu z Portugalią U-17. 18 października 2005 zdobył bramkę w spotkaniu przeciwko Wyspom Owczym U-17 (3:3) w kwalifikacjach Mistrzostw Europy 2006.
17 października 2007 zadebiutował w seniorskiej reprezentacji San Marino w przegranym 1:2 meczu z Walią w ramach eliminacji Mistrzostw Europy 2008. 15 listopada 2014 podczas eliminacji Mistrzostw Europy 2016 wystąpił w zremisowanym 0:0 spotkaniu przeciwko Estonii. San Marino zdobyło tym samym pierwszy w historii punkt w kwalifikacjach mistrzostw Europy i przerwało jednocześnie serię 61 porażek z rzędu. 8 września 2015 w meczu z Litwą (1:2) w eliminacjach EURO 2016 zdobył z rzutu wolnego pierwszą bramkę dla drużyny narodowej.

## Kontrowersje
W lipcu 2017 roku został przez komisję dyscyplinarną FSGC zawieszony na 3 miesiące za grę w zakładach bukmacherskich.

## Życie prywatne
Jego brat Fabio (ur. 1984) również jest piłkarzem występującym obecnie w reprezentacji San Marino. Obaj zawodnicy prowadzili wspólnie bar, którego byli właścicielami. W 2014 roku postanowili go sprzedać, gdyż praca kolidowała z treningami piłkarskimi.